# Zelinje
Zelinje är ett samhälle i Bosnien och Hercegovina.   Det ligger i entiteten Republika Srpska, i den östra delen av landet, 80 km nordost om huvudstaden Sarajevo. Zelinje ligger 215 meter över havet och antalet invånare är 450.
Terrängen runt Zelinje är huvudsakligen kuperad. Zelinje ligger nere i en dal. Närmaste större samhälle är Milići, 14,7 km sydväst om Zelinje.
I omgivningarna runt Zelinje växer i huvudsak lövfällande lövskog. Runt Zelinje är det ganska tätbefolkat, med 67 invånare per kvadratkilometer.